# 勒罗伊·卡特
勒罗伊·卡特（英語：Leroy Carter，1999年2月24日—），新西兰男子橄榄球运动员。他曾代表新西兰七人制国家队参加2022年英联邦运动会七人制橄榄球比赛，获得一枚铜牌。